# Tortillis

Les tortillis sont un motif ornemental, creusés à l'outil sur des bossages, à la forme des traces que font les vers dans le bois (vermiculure), en parement d'un mur. On parle également de bossage vermiculé.

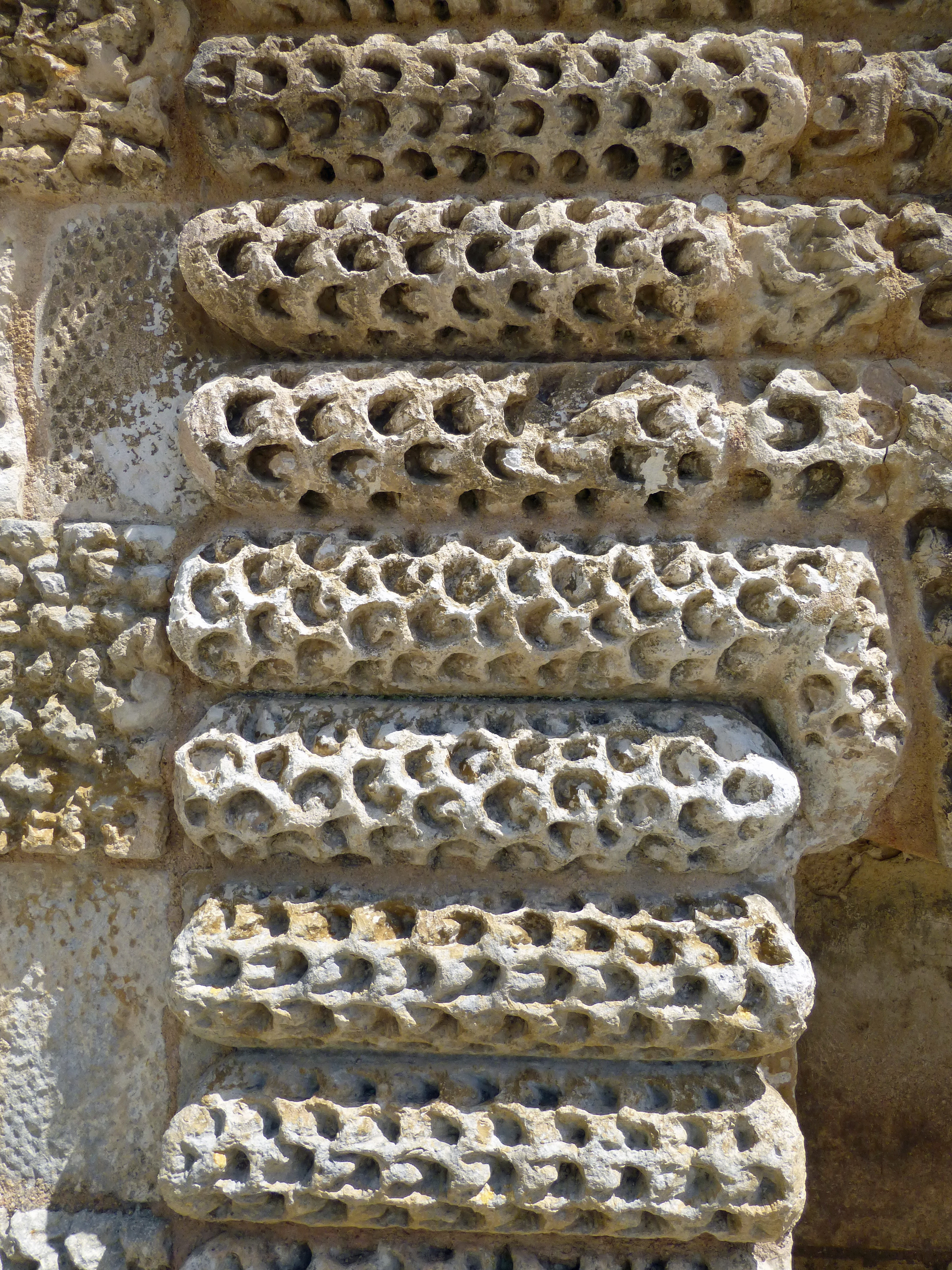
Bossage vermiculé au château de Tanlay (Yonne, France).
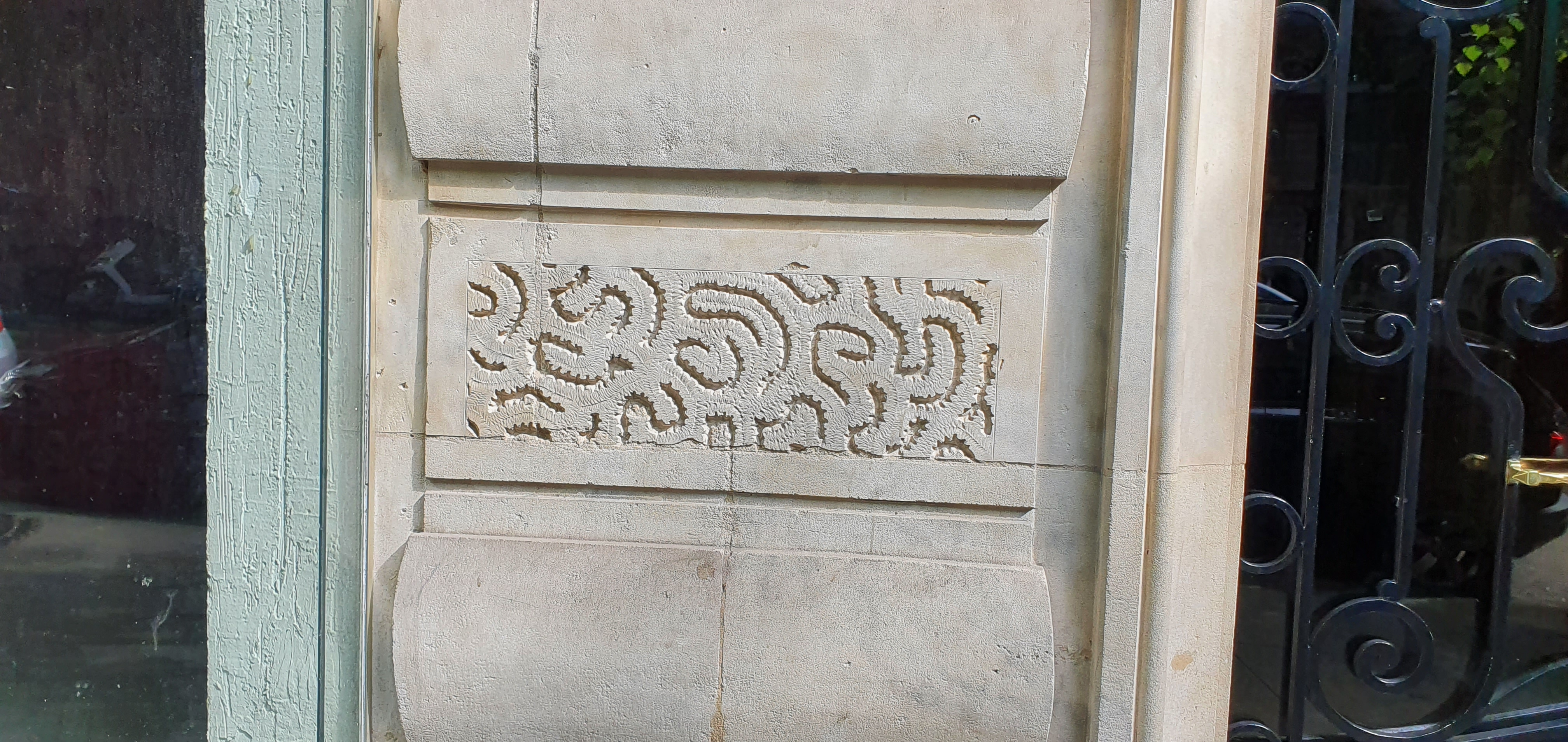
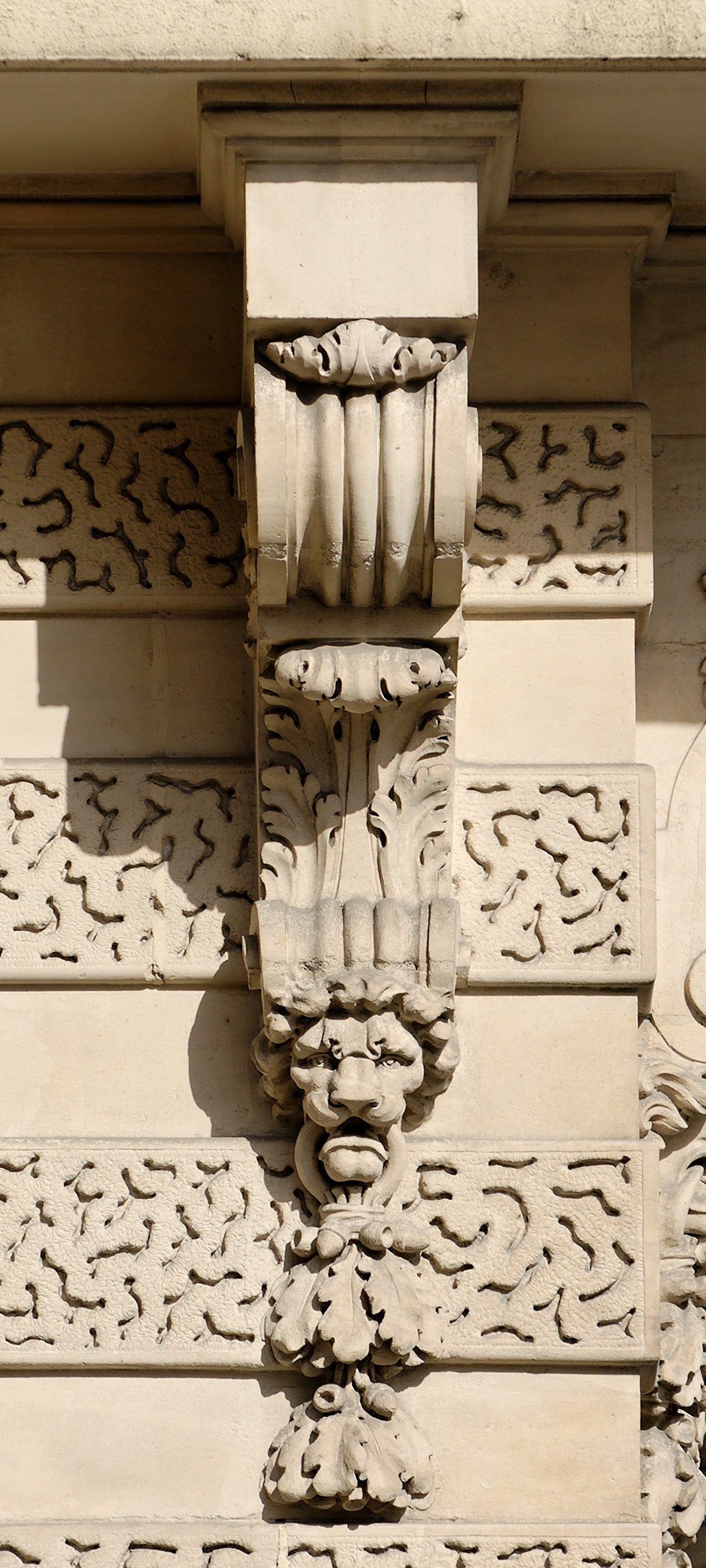